# Utwór muzyczny
Utwór muzyczny – jednolita kompozycja muzyczna złożona z: rytmu i metrum, melodii, temacie, linii melodycznej, harmonii, barwy dźwięku, dynamiki, agogiki oraz budowy formalnej, przeznaczona do wykonania lub odtwarzania, najczęściej posiadająca autora(-ów). Utwór muzyczny może przyjąć formę tylko muzyczną lub słowno-muzyczną w przypadku, gdy w utworze wykorzystano tekst.
W muzyce poważnej utworem nazywa się każde dzieło muzyczne, bez względu na wielkość, ważkość i złożoność. W kontekście muzyki rozrywkowej mianem utworów muzycznych określa się tylko poważniejsze i ambitniejsze dzieła, na przykład utwory jazzowe czy rockowe. Dla prostszych form rezerwuje się określenie „piosenka”, aczkolwiek w sensie prawnym piosenki to również utwory muzyczne a raczej słowno muzyczne z tekstem opartym na linii melodycznej.
Utwory muzyczne często oparte są na temacie muzycznym (leitmotivie) stanowiącym podstawę, wokół której budowana jest cała kompozycja.
Ukończony utwór muzyczny w zależności od użytych środków kompozytorskich jest bliższym lub dalszym przedstawicielem określonej formy muzycznej.